# Ligue des champions féminine de l'EHF 1993-1994
Navigation
Coupe des clubs champions 1992-1993 Ligue des champions 1994-1995
La saison 1993-1994 de la Ligue des champions est la 34e édition de la compétition qui était jusqu'alors appelée Coupe des clubs champions. Organisée par l'EHF, elle met aux prises 32 équipes européennes.
La compétition est remportée pour la cinquième fois par le club autrichien du Hypo Niederösterreich, tenant du titre, après sa victoire en finale face au club hongrois du Vasas Budapest,.

## Modalités
Les trente-deux équipes issues de trente-et-une fédérations affiliées à la Fédération européenne de handball (EHF) participent à la compétition et l'Hypo Niederösterreich étant tenante du titre, seule l'Autriche possède deux représentants.
La compétition commence par deux tours éliminatoires, les seizièmes et huitièmes de finale. Puis, pour la première fois dans l'histoire de la compétition apparaît une phase de groupe : les huit équipes alors qualifiées sont réparties dans deux poules de quatre équipes qui jouent un mini-championnat en matchs aller-retour. Les deux équipes terminant première de chaque poule sont qualifiées pour la finale, disputée en match aller et retour.

## Seizièmes de finale
| Équipe 1              | Total     | Équipe 2             | Aller   | Retour  |
| --------------------- | --------- | -------------------- | ------- | ------- |
| Eglė Vilnius          | 31 – 55   | GOG                  | 16 – 31 | 15 – 24 |
| Vasas SC Budapest     | 59 – 39   | LC Brühl St-Gall     | 33 – 15 | 26 – 24 |
| GKS Piotrkovia        | 39 – 62   | Podravka Koprivnica  | 18 – 28 | 21 – 34 |
| ASPTT Metz            | 43 – 43E  | Rotor Volgograd      | 30 – 21 | 13 – 22 |
| Kometal Ǵorče Petrov  | 42 – 41   | HV Swift Roermond    | 19 – 18 | 23 – 23 |
| Hypo Niederösterreich | 54 – 31   | DHC Slavia Prague    | 30 – 14 | 24 – 17 |
| TMO Kizilay           | 39 – 41   | Cavalco Cassano      | 26 – 19 | 13 – 22 |
| Chimistul Vâlcea      | 62 – 27   | Hapoël Rishon LeZion | 35 – 11 | 27 – 16 |
| Kefalovrysos Kythreas | 41 – 66   | Politechnik Minsk    | 14 – 33 | 27 – 33 |
| TV Lützellinden       | 36 – 30   | HC Motor Zaporijjia  | 25 – 14 | 11 – 16 |
| GE Véria              | 36 – 39   | Initia Hasselt       | 18 – 23 | 18 – 16 |
| Gjerpen Skien         | 80 – 14   | HBC Bascharage       | 40 – 7  | 40 – 7  |
| IK Sävehof            | 51 – 27   | Benfica Lisbonne     | 18 – 23 | 18 – 16 |
| Mar Valencia          | 55 – 26   | Víkingur Reykjavik   | 26 – 16 | 29 – 10 |
| Olimpija Ljubljana    | (forfait) | Kiffen Helsinki      | X – X   | X – X   |
| WAT Fünfhaus          | 44 – 36   | Slovan Duslo Šaľa    | 26 – 17 | 18 – 19 |

* Le Rotor Volgograd se qualifie selon la règle de nombre de buts marqués à l'extérieur.

## Huitièmes de finale
| Équipe 1             | Total   | Équipe 2              | Aller   | Retour  |
| -------------------- | ------- | --------------------- | ------- | ------- |
| GOG                  | 40 – 42 | Vasas SC Budapest     | 27 – 20 | 13 – 22 |
| Podravka Koprivnica  | 54 – 48 | Rotor Volgograd       | 31 – 19 | 23 – 29 |
| Kometal Ǵorče Petrov | 35 – 47 | Hypo Niederösterreich | 20 – 16 | 15 – 31 |
| PF Cassano Magnago   | 41 – 54 | Chimistul Vâlcea      | 21 – 29 | 20 – 25 |
| Politechnik Minsk    | 39 – 66 | TV Lützellinden       | 19 – 35 | 20 – 31 |
| Initia Hasselt       | 33 – 50 | Gjerpen Skien         | 13 – 21 | 20 – 29 |
| IK Sävehof           | 36 – 58 | Balonmano Sagunto     | 17 – 29 | 19 – 29 |
| Olimpija Ljubljana   | 44 – 51 | WAT Fünfhaus          | 25 – 29 | 19 – 22 |

À noter que le Vasas SC Budapest, futur finaliste, est parvenu à remonter une défaite de 7 buts au match aller.

## Phase de groupe

### Groupe A
|   | Équipe                | Pts | J | G | N | P | Bp  | Bc  | Diff |
| - | --------------------- | --- | - | - | - | - | --- | --- | ---- |
| 1 | Hypo Niederösterreich | 12  | 6 | 6 | 0 | 0 | 141 | 110 | 31   |
| 2 | El Osito L'Eliana     | 4   | 6 | 2 | 0 | 4 | 126 | 133 | -7   |
| 3 | Chimistul Rm. Vâlcea  | 4   | 6 | 2 | 0 | 4 | 138 | 147 | -9   |
| 4 | Podravka Koprivnica   | 4   | 6 | 2 | 0 | 4 | 123 | 138 | -15  |

| 22 janvier 1994 18h00 | Chimistul Rm. Vâlcea | 35 – 25 | El Osito L'Eliana | Sala Sporturilor Traian, Râmnicu Vâlcea Affluence : 2 000 Arbitrage : Danelia |
| 22 janvier 1994 18h00 | (19-15)              |         |                   | Sala Sporturilor Traian, Râmnicu Vâlcea Affluence : 2 000 Arbitrage : Danelia |
| 22 janvier 1994 18h00 | EHF                  |         |                   | Sala Sporturilor Traian, Râmnicu Vâlcea Affluence : 2 000 Arbitrage : Danelia |

| 22 janvier 1994 18h00 | Podravka Koprivnica | 20 – 22 | Hypo Niederösterreich | Dvorana „Fran Galović”, Koprivnica Affluence : 1 000 Arbitrage : Thomas, Thomas |
| 22 janvier 1994 18h00 | (8-12)              |         |                       | Dvorana „Fran Galović”, Koprivnica Affluence : 1 000 Arbitrage : Thomas, Thomas |
| 22 janvier 1994 18h00 | EHF                 |         |                       | Dvorana „Fran Galović”, Koprivnica Affluence : 1 000 Arbitrage : Thomas, Thomas |

| 29 janvier 1994 17h30 | Hypo Niederösterreich | 25 – 14 | Chimistul Rm. Vâlcea | Bundessport- und Freizeitzentrum Südstadt, Maria Enzersdorf Affluence : 1 000 Arbitrage : Blademo, Broman |
| 29 janvier 1994 17h30 | (13-8)                |         |                      | Bundessport- und Freizeitzentrum Südstadt, Maria Enzersdorf Affluence : 1 000 Arbitrage : Blademo, Broman |
| 29 janvier 1994 17h30 | EHF                   |         |                      | Bundessport- und Freizeitzentrum Südstadt, Maria Enzersdorf Affluence : 1 000 Arbitrage : Blademo, Broman |

| 30 janvier 1994 12h30 | El Osito L'Eliana | 21 – 18 | Podravka Koprivnica | Pabellón Polideportivo René Marigil, Sagonte Affluence : 700 |
| 30 janvier 1994 12h30 | (11-9)            |         |                     | Pabellón Polideportivo René Marigil, Sagonte Affluence : 700 |
| 30 janvier 1994 12h30 | EHF               |         |                     | Pabellón Polideportivo René Marigil, Sagonte Affluence : 700 |

| 20 mars 1994 12h30 | El Osito L'Eliana | 14 – 18 | Hypo Niederösterreich | Pabellón Polideportivo René Marigil, Sagonte Affluence : 500 Arbitrage : Rudin, Schill |
| 20 mars 1994 12h30 | (4-8)             |         |                       | Pabellón Polideportivo René Marigil, Sagonte Affluence : 500 Arbitrage : Rudin, Schill |
| 20 mars 1994 12h30 | EHF               |         |                       | Pabellón Polideportivo René Marigil, Sagonte Affluence : 500 Arbitrage : Rudin, Schill |

| 20 mars 1994 18h00 | Podravka Koprivnica | 26 – 24 | Chimistul Rm. Vâlcea | Dvorana „Fran Galović”, Koprivnica Affluence : 1 000 |
| 20 mars 1994 18h00 | (13-11)             |         |                      | Dvorana „Fran Galović”, Koprivnica Affluence : 1 000 |
| 20 mars 1994 18h00 | EHF                 |         |                      | Dvorana „Fran Galović”, Koprivnica Affluence : 1 000 |

| 26 mars 1994 17h00 | Podravka Koprivnica | 21 – 20 | El Osito L'Eliana | Dvorana „Fran Galović”, Koprivnica Affluence : 1 000 Arbitrage : Masi, Di Piero |
| 26 mars 1994 17h00 | (14-9)              |         |                   | Dvorana „Fran Galović”, Koprivnica Affluence : 1 000 Arbitrage : Masi, Di Piero |
| 26 mars 1994 17h00 | EHF                 |         |                   | Dvorana „Fran Galović”, Koprivnica Affluence : 1 000 Arbitrage : Masi, Di Piero |

| 26 mars 1994 17h00 | Chimistul Rm. Vâlcea | 24 – 25 | Hypo Niederösterreich | Sala Sporturilor Traian, Râmnicu Vâlcea Affluence : 1 000 Arbitrage : Oie, Hogsnes |
| 26 mars 1994 17h00 | (14-11)              |         |                       | Sala Sporturilor Traian, Râmnicu Vâlcea Affluence : 1 000 Arbitrage : Oie, Hogsnes |
| 26 mars 1994 17h00 | EHF                  |         |                       | Sala Sporturilor Traian, Râmnicu Vâlcea Affluence : 1 000 Arbitrage : Oie, Hogsnes |

| 10 avril 1994 12h30 | El Osito L'Eliana | 27 – 19 | Chimistul Rm. Vâlcea | Pabellón Polideportivo René Marigil, Sagonte Affluence : 300 Arbitrage : Thomas, Thomas |
| 10 avril 1994 12h30 | (12-11)           |         |                      | Pabellón Polideportivo René Marigil, Sagonte Affluence : 300 Arbitrage : Thomas, Thomas |
| 10 avril 1994 12h30 | EHF               |         |                      | Pabellón Polideportivo René Marigil, Sagonte Affluence : 300 Arbitrage : Thomas, Thomas |

| 10 avril 1994 15h10 | Hypo Niederösterreich | 29 – 19 | Podravka Koprivnica | Bundessport- und Freizeitzentrum Südstadt, Maria Enzersdorf Affluence : 800 Arbitrage : Szajną, Wróblewski |
| 10 avril 1994 15h10 | (13-8)                |         |                     | Bundessport- und Freizeitzentrum Südstadt, Maria Enzersdorf Affluence : 800 Arbitrage : Szajną, Wróblewski |
| 10 avril 1994 15h10 | EHF                   |         |                     | Bundessport- und Freizeitzentrum Südstadt, Maria Enzersdorf Affluence : 800 Arbitrage : Szajną, Wróblewski |

| 16 avril 1994 18h00 | Chimistul Rm. Vâlcea | 22 – 19 | Podravka Koprivnica | Sala Sporturilor Traian, Râmnicu Vâlcea Affluence : 1 000 Arbitrage : Brabec |
| 16 avril 1994 18h00 | (13-10)              |         |                     | Sala Sporturilor Traian, Râmnicu Vâlcea Affluence : 1 000 Arbitrage : Brabec |
| 16 avril 1994 18h00 | EHF                  |         |                     | Sala Sporturilor Traian, Râmnicu Vâlcea Affluence : 1 000 Arbitrage : Brabec |

| 17 avril 1994 14h25 | Hypo Niederösterreich | 22 – 19 | El Osito L'Eliana | Bundessport- und Freizeitzentrum Südstadt, Maria Enzersdorf Affluence : 800 Arbitrage : Soltész, Soós |
| 17 avril 1994 14h25 | (12-12)               |         |                   | Bundessport- und Freizeitzentrum Südstadt, Maria Enzersdorf Affluence : 800 Arbitrage : Soltész, Soós |
| 17 avril 1994 14h25 | EHF                   |         |                   | Bundessport- und Freizeitzentrum Südstadt, Maria Enzersdorf Affluence : 800 Arbitrage : Soltész, Soós |

### Groupe B
|   | Équipe          | Pts | J | G | N | P | Bp  | Bc  | Diff | Dép |
| - | --------------- | --- | - | - | - | - | --- | --- | ---- | --- |
| 1 | Vasas Budapest  | 9   | 6 | 4 | 1 | 1 | 137 | 103 | 34   | +5  |
| 2 | TV Lützellinden | 9   | 6 | 4 | 1 | 1 | 153 | 123 | 30   | -5  |
| 3 | Gjerpen Skien   | 4   | 6 | 2 | 0 | 4 | 140 | 157 | -17  | /   |
| 4 | WAT Fünfhaus    | 2   | 6 | 1 | 0 | 5 | 128 | 175 | -47  | /   |

| 22 janvier 1994 17h00 | WAT Fünfhaus | 21 – 28 | TV Lützellinden | Sporthalle Fünfhaus, Vienne Affluence : 300 Arbitrage : Mladinić, Vujnović |
| 22 janvier 1994 17h00 | (11-15)      |         |                 | Sporthalle Fünfhaus, Vienne Affluence : 300 Arbitrage : Mladinić, Vujnović |
| 22 janvier 1994 17h00 | EHF          |         |                 | Sporthalle Fünfhaus, Vienne Affluence : 300 Arbitrage : Mladinić, Vujnović |

| 23 janvier 1994 16h30 | Vasas Budapest | 32 – 15 | Gjerpen Skien | Vasas Sportcsarnok, Budapest Affluence : 800 Arbitrage : Sotirov, Gheorghiev |
| 23 janvier 1994 16h30 | (17-6)         |         |               | Vasas Sportcsarnok, Budapest Affluence : 800 Arbitrage : Sotirov, Gheorghiev |
| 23 janvier 1994 16h30 | EHF            |         |               | Vasas Sportcsarnok, Budapest Affluence : 800 Arbitrage : Sotirov, Gheorghiev |

| 30 janvier 1994 15h00 | TV Lützellinden | 19 – 19 | Vasas Budapest | Sporthalle der Gesamtschule, Gießen Affluence : 1 000 Arbitrage : Ivancev |
| 30 janvier 1994 15h00 | (7-12)          |         |                | Sporthalle der Gesamtschule, Gießen Affluence : 1 000 Arbitrage : Ivancev |
| 30 janvier 1994 15h00 | EHF             |         |                | Sporthalle der Gesamtschule, Gießen Affluence : 1 000 Arbitrage : Ivancev |

| 30 janvier 1994 18h30 | Gjerpen Skien | 32 – 21 | WAT Fünfhaus | Gjerpenhallen, Skien Affluence : 460 Arbitrage : Arnaldsson, Erlingsson |
| 30 janvier 1994 18h30 | (16-10)       |         |              | Gjerpenhallen, Skien Affluence : 460 Arbitrage : Arnaldsson, Erlingsson |
| 30 janvier 1994 18h30 | EHF           |         |              | Gjerpenhallen, Skien Affluence : 460 Arbitrage : Arnaldsson, Erlingsson |

| 20 mars 1994 11h00 | WAT Fünfhaus | 16 – 20 | Vasas Budapest | Sporthalle Fünfhaus, Vienne Affluence : 250 Arbitrage : Șerbu, Dobre |
| 20 mars 1994 11h00 | (7-8)        |         |                | Sporthalle Fünfhaus, Vienne Affluence : 250 Arbitrage : Șerbu, Dobre |
| 20 mars 1994 11h00 | EHF          |         |                | Sporthalle Fünfhaus, Vienne Affluence : 250 Arbitrage : Șerbu, Dobre |

| 20 mars 1994 18h30 | Gjerpen Skien | 24 – 25 | TV Lützellinden | Gjerpenhallen, Skien Affluence : 820 Arbitrage : Broman, Blademo |
| 20 mars 1994 18h30 | (13-11)       |         |                 | Gjerpenhallen, Skien Affluence : 820 Arbitrage : Broman, Blademo |
| 20 mars 1994 18h30 | EHF           |         |                 | Gjerpenhallen, Skien Affluence : 820 Arbitrage : Broman, Blademo |

| 26 mars 1994 17h00 | WAT Fünfhaus | 33 – 31 | Gjerpen Skien | Sporthalle Fünfhaus, Vienne Affluence : 200 Arbitrage : Danelia |
| 26 mars 1994 17h00 | (13-16)      |         |               | Sporthalle Fünfhaus, Vienne Affluence : 200 Arbitrage : Danelia |
| 26 mars 1994 17h00 | EHF          |         |               | Sporthalle Fünfhaus, Vienne Affluence : 200 Arbitrage : Danelia |

| 27 mars 1994 14h15 | Vasas Budapest | 21 – 16 | TV Lützellinden | Vasas Sportcsarnok, Budapest Affluence : 1 000 |
| 27 mars 1994 14h15 | (9-8)          |         |                 | Vasas Sportcsarnok, Budapest Affluence : 1 000 |
| 27 mars 1994 14h15 | EHF            |         |                 | Vasas Sportcsarnok, Budapest Affluence : 1 000 |

| 9 avril 1994 15h00 | TV Lützellinden | 35 – 23 | WAT Fünfhaus | Sporthalle der Gesamtschule, Gießen Affluence : 650 Arbitrage : Rosskamp |
| 9 avril 1994 15h00 | (15-13)         |         |              | Sporthalle der Gesamtschule, Gießen Affluence : 650 Arbitrage : Rosskamp |
| 9 avril 1994 15h00 | EHF             |         |              | Sporthalle der Gesamtschule, Gießen Affluence : 650 Arbitrage : Rosskamp |

| 10 avril 1994 18h30 | Gjerpen Skien | 23 – 16 | Vasas Budapest | Gjerpenhallen, Skien Affluence : 420 Arbitrage : Nigra, Spartz |
| 10 avril 1994 18h30 | (13-10)       |         |                | Gjerpenhallen, Skien Affluence : 420 Arbitrage : Nigra, Spartz |
| 10 avril 1994 18h30 | EHF           |         |                | Gjerpenhallen, Skien Affluence : 420 Arbitrage : Nigra, Spartz |

| 16 avril 1994 15h00 | TV Lützellinden | 30 – 15 | Gjerpen Skien | Sporthalle der Gesamtschule, Gießen Affluence : 950 Arbitrage : Carle, Lelarge |
| 16 avril 1994 15h00 | (15-7)          |         |               | Sporthalle der Gesamtschule, Gießen Affluence : 950 Arbitrage : Carle, Lelarge |
| 16 avril 1994 15h00 | EHF             |         |               | Sporthalle der Gesamtschule, Gießen Affluence : 950 Arbitrage : Carle, Lelarge |

| 17 avril 1994 14h15 | Vasas Budapest | 29 – 14 | WAT Fünfhaus | Vasas Sportcsarnok, Budapest Affluence : 1 000 Arbitrage : Gallego, Lamas |
| 17 avril 1994 14h15 | (14-6)         |         |              | Vasas Sportcsarnok, Budapest Affluence : 1 000 Arbitrage : Gallego, Lamas |
| 17 avril 1994 14h15 | EHF            |         |              | Vasas Sportcsarnok, Budapest Affluence : 1 000 Arbitrage : Gallego, Lamas |

## Finale
| Équipe 1 | Total   | Équipe 2              | Aller   | Retour  |
| -------- | ------- | --------------------- | ------- | ------- |
| Vasas SC | 39 – 45 | Hypo Niederösterreich | 18 – 20 | 21 – 25 |

### Finale aller
| 7 mai 1994 12h45 | Vasas SC                 | 18 – 20 | Hypo Niederösterreich | Vasas Sportcsarnok, Budapest Affluence : 2 000 Arbitrage : Johansson, Kjellqvist |
| 7 mai 1994 12h45 | Márta Varga, Éva Erdős 4 | (9-8)   | Aušra Žukienė 9       | Vasas Sportcsarnok, Budapest Affluence : 2 000 Arbitrage : Johansson, Kjellqvist |
| 7 mai 1994 12h45 | EHF Frauenhandball       |         |                       | Vasas Sportcsarnok, Budapest Affluence : 2 000 Arbitrage : Johansson, Kjellqvist |

- Vasas : Márta Varga (4), Éva Erdős (4), Melinda Szabo (Tóth) (3), Anna György (3/3), Moravecz (2), Andrea Tóth (1), Gyulané Bajczi (1).
- Hypo NÖ : Aušra Žukienė (9), Mia Hermansson-Högdahl (4/3), Edit Matei (en) (3/2), Barbara Strass (2), Rima Sypkus (en) (1), Iris Morhammer (1).

### Finale retour
| 14 mai 1994 13h35 | Hypo Niederösterreich | 25 – 21 | Vasas SC       | Bundessport- und Freizeitzentrum Südstadt, Maria Enzersdorf Affluence : 1 000 Arbitrage : Elbrønd, Løvqvist |
| 14 mai 1994 13h35 | Rima Sypkus (en) 5    | (13-9)  | Anikó Kántor 5 | Bundessport- und Freizeitzentrum Südstadt, Maria Enzersdorf Affluence : 1 000 Arbitrage : Elbrønd, Løvqvist |
| 14 mai 1994 13h35 | EHF Frauenhandball    |         |                | Bundessport- und Freizeitzentrum Südstadt, Maria Enzersdorf Affluence : 1 000 Arbitrage : Elbrønd, Løvqvist |

- Hypo NÖ : Mariann Rácz, Tatjana Dschandschgawa ; Rima Sypkus (en) (5), Aušra Žukienė (4), Barbara Strass (4), Mia Hermansson-Högdahl (4/2), Helga Németh (3), Iris Morhammer (3), Edit Matei (en) (1/1), Beatrix Wagner (1), Karin Prokop, Liliana Topea.
- Vasas : Anikó Kántor (5), Márta Varga (4), Gabriella Rajz (3), E. Tóth (3), Éva Erdős (3), Andrea Tóth (1), Erika Oravecz (1), Anna György (1/1).

## Les championnes d'Europe
| Vainqueur de la Ligue des champions de l'EHF 1993-1994 Hypo Niederösterreich 5e titre |

L'effectif du Hypo Niederösterreich était, :
- / Stanka Božović
- / Tatjana Dschandschgawa (GB)
- / Ausra Fridrikas
- Mia Hermansson-Högdahl
- / Edit Matei (Török) (en)
- Iris Morhammer
- Helga Németh (en)
- Karin Prokop
- / Mariann Rácz (GB)
- Natalia Rusnachenko (GB)
- Barbara Strass (en)
- Rima Sypkus (en)
- Liliana Topea (en)
- Beatrice Wagner

Entraîneur
- Gunnar Prokop